# Lago Mari Menuco
El lago Mari Menuco es un embalse artificial localizado en la provincia del Neuquén, en la Patagonia argentina.
Fue formado junto con el lago Los Barreales con la construcción del complejo hidroeléctrico Cerros Colorados. Recibe el aporte del lago anterior. La central hidroeléctrica Planicie Banderita, conectada al lago, produce 1500 millones de kW/hora por año. En los primeros años del siglo xxi sus costas se afianzaron como lugar de veraneo sobre la base de millonarias inversiones inmobiliarias, tanto para la consolidación de antiguos clubes privados como para el desarrollo de nuevos emprendimientos.

## Etimología
El nombre es de origen mapuche y significa diez pantanos.